# 大羽蘚
大羽蘚（学名：Thuidium cymbifolium）为羽蘚科羽蘚屬下的一个种。

## 扩展阅读
- 維基物種上的相關：大羽蘚